# Marleen Baggerman
Marleen Baggerman (8 november 1975) is een Belgische voormalige atlete, die gespecialiseerd was in de sprint. Ze werd tweemaal Belgisch kampioene.

## Loopbaan
Baggerman werd in  2001 Belgisch indoorkampioene op de 400 m. In 2003 veroverde ze ook outdoor de titel op deze afstand.
Baggerman was aangesloten bij Olympic Essenbeek Halle. 

## Belgische kampioenschappen
Outdoor
| Onderdeel | Jaar |
| --------- | ---- |
| 400 m     | 2003 |

Indoor
| Onderdeel | Jaar |
| --------- | ---- |
| 400 m     | 2001 |

## Persoonlijke records
Outdoor
| Onderdeel | Prestatie | Datum        | Plaats  |
| --------- | --------- | ------------ | ------- |
| 400 m     | 53,82 s   | 10 juli 2005 | Brussel |

Indoor
| Onderdeel | Prestatie | Datum            | Plaats |
| --------- | --------- | ---------------- | ------ |
| 400 m     | 55,43 s   | 20 februari 2005 | Gent   |

## Palmares

### 400 m
- 2000:  BK AC – 56,46 s
- 2001:  BK AC indoor – 56,74 s
- 2001:  BK AC – 54,81 s
- 2002:  BK AC indoor – 57,75 s
- 2003:  BK AC indoor – 57,24 s
- 2003:  BK AC – 54,88 s
- 2004:  BK AC indoor – 55,81 s
- 2004:  BK AC – 54,57 s
- 2005:  BK AC indoor – 55,43 s
- 2005:  BK AC – 53,82 s
- 2006:  BK AC – 55,73 s
- 2007:  BK AC – 55,42 s